# Quân đội Giải phóng Dân tộc Zapatista
Quân đội Giải phóng Dân tộc Zapatista (tiếng Tây Ban Nha: Ejército Zapatista de Liberación Nacional, EZLN), thường được rút ngắn thành Zapatistas (phát âm tiếng Tây Ban Nha: [sapaˈtistas]), là một tổ chức chính trị-quân sự cực tả với thành phần chủ yếu là người dân tộc bản địa hiện đang chiếm giữ tỉnh tự trị tại Chiapas, tiểu bang cực nam của Mexico.